# 李原舉
李原舉（？年—？年），湖廣黃岡縣（今湖北省黃岡市）人。明朝初年官員，洪武解元。

## 生平
洪武三年（1370年），明朝首開各省鄉試，李原舉中式湖廣鄉試舉人。官至福建龍溪縣知縣。